# Jacques Richepin
Pour les articles homonymes, voir Richepin.
Jacques Richepin, né le 20 mars 1880 à Paris 6e et mort le 1er septembre 1946 à Douarnenez, est un poète, dramaturge, auteur de chansons et directeur de théâtre français.

## Biographie
Fils de Eugénie Adèle Constant et du poète Jean Richepin, Jacques Richepin est élève de l'École des Langues Orientales et diplômé en langue tamoule en 1906. Il est le frère ainé du compositeur Tiarko Richepin.
Après avoir commencé une carrière de dramaturge à l'âge de 19 ans, il a épousé, deux ans plus tard, le 6 mai 1901 la comédienne Cora Laparcerie.
En 1902, l’Académie française lui décerne le prix Maillé-Latour-Landry, suivi du prix Jules-Davaine en 1916.
Il achète, avec son père et son épouse, l’île Tristan, en 1911. Le couple en fait un lieu de villégiature pour artistes, notamment parisiens. L'île restera dans la famille jusqu'en 1995,. 
De 1913 à 1928, il dirige le théâtre de la Renaissance en duo avec son épouse la comédienne Cora Laparcerie, ce qui l’amène à se battre en duel, le 13 mars 1914, à Neuilly-sur-Seine, contre l'écrivain Pierre Frondaie à la suite d'une dispute entre leurs épouses, devant plus de cent témoins. En 1923, un autre duel l’oppose, au sujet de la taxe sur les billets de théâtre gratuits, au duc de Camastra, à l’issue duquel ce dernier est blessé, l’épée de son adversaire s’étant enfoncée de trois centimètres dans l’avant-bras.
Mobilisé comme officier de réserve en 1914, il passe dans l'aviation en 1915 et sert dans une escadrille de bombardement. Il est blessé en combat aérien et son avion abattu entre les lignes à l'armée d'Orient en mars 1916. Il est décoré de la Légion d'honneur à titre militaire en 1918.
En 1930, il traduit de l'allemand la pièce de théâtre L'Affaire Dreyfus (Die Affäre Dreyfus) de Wilhelm Herzog (en) et Hans Rehfisch (en) créée en Allemagne en 1928-1929 (la traduction est publiée chez Albin Michel en 1931). Elle est représentée de février à mars 1931 au théâtre de l’Ambigu, et déclenche une vive réaction parmi les militants de l'extrême droite ; les camelots du Roi en interrompent les représentations,. Sur une affichette oblongue relative à la pièce, le nom de Cora Laparcerie apparait. 
En 1946, il présente sa candidature à l'Académie française mais est battu par Marcel Pagnol.
Il est inhumé avec Cora Laparcerie dans la chapelle familiale sur l'Île Tristan, où les ont rejoints leur fils François (1902-1981) et leur fille Jacqueline dite Miarka (1912-1956).

## Œuvres
Théâtre

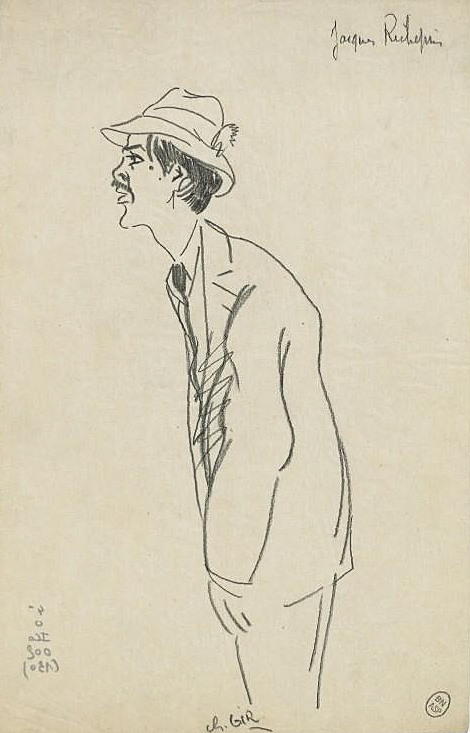
Jacques Richepin par Charles Gir.

- La Reine de Tyr, drame en quatre actes et en vers, théâtre Maguéra, 21 décembre 1899.
- L'Homme à l'oreille coupée ou Une mauvaise plaisanterie, comédie en 3 actes avec Francis de Croisset, théâtre de l'Athénée, 23 janvier 1900.
- La Cavalière, comédie en cinq actes, théâtre Sarah-Bernhardt, 27 janvier 1901.
  - La Chanson de la Cavalière a été mise en musique par Marguerite Achard
- Cadet Roussel, comédie en trois actes, théâtre Victor-Hugo, 6 novembre 1903.
- Falstaff d'après Shakespeare, théâtre de la Porte-Saint-Martin, 28 janvier 1904.
- La Marjolaine, pièce en cinq actes et en vers, musique de scène de Tiarko Richepin, théâtre de la Porte-Saint-Martin, 20 avril 1907.
- Xantho chez les courtisanes, comédie en trois actes, musique de scène de Xavier Leroux, théâtre des Bouffes-Parisiens, 17 mars 1910.
- La Revue des X, revue en 25 tableaux avec Romain Coolus, Francis de Croisset, Albert Guinon, Max Maurey, Gaston Arman de Caillavet, théâtre des Bouffes-Parisiens, 24 décembre 1911.
- Le Minaret, comédie en trois actes et en vers, musique de scène de Tiarko Richepin, théâtre de la Renaissance, 20 mars 1913.
- La Guerre et l'amour, pièce héroïque en quatre actes et en vers, théâtre de la Renaissance, 15 décembre 1916.
- Lysistrata ou la Grève des femmes, comédie en trois actes et 4 tableaux d'après Aristophane, théâtre de la Renaissance, 11 avril 1919.
- Molière et son ombre, comédie en un acte et en vers, théâtre de la Renaissance, 9 février 1922.
- Les Chercheurs d'or, pièce en 4 actes, J. Richepin & Francis Carco, Lectures pour tous, Hachette, Mars 1923. (Apparemment seule édition connue).
- Xantho chez les courtisanes, opérette en trois actes, musique de Marcel Lattès, théâtre des Nouveautés, 16 mars 1932.

Écrits
- Le Rêve, poésie publiée dans Je sais tout.
- Mon cœur, poèmes, 1924.
- L'Image obstinée, roman, 1946.

## Galerie

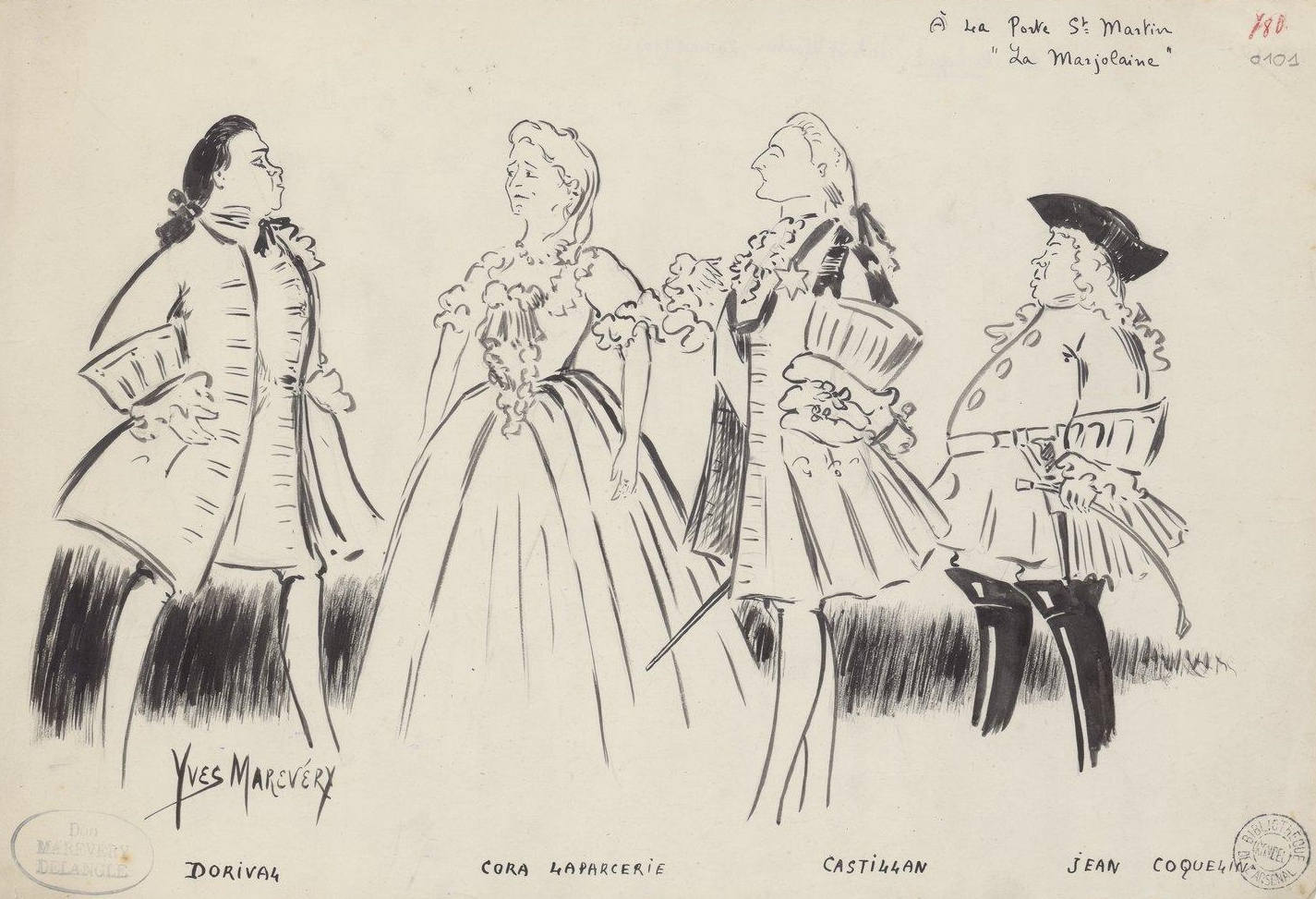
Cora Laparcerie en 1907 dans La Marjolaine de Jacques Richepin, au théâtre de la Porte-Saint-Martin.
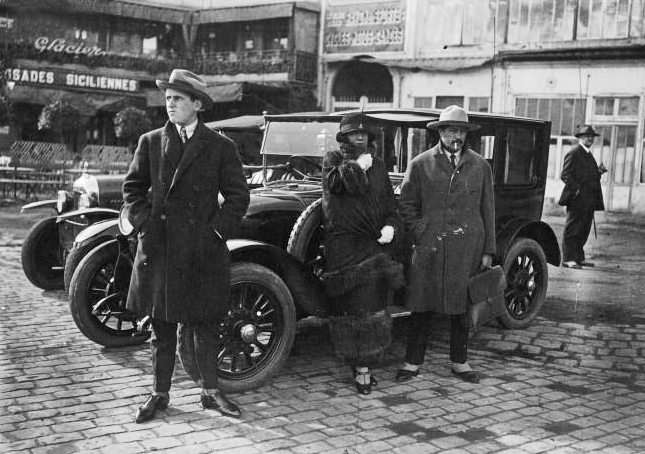
Jacques Richepin (à droite), Cora Laparcerie et son fils François lors du duel de 1923.
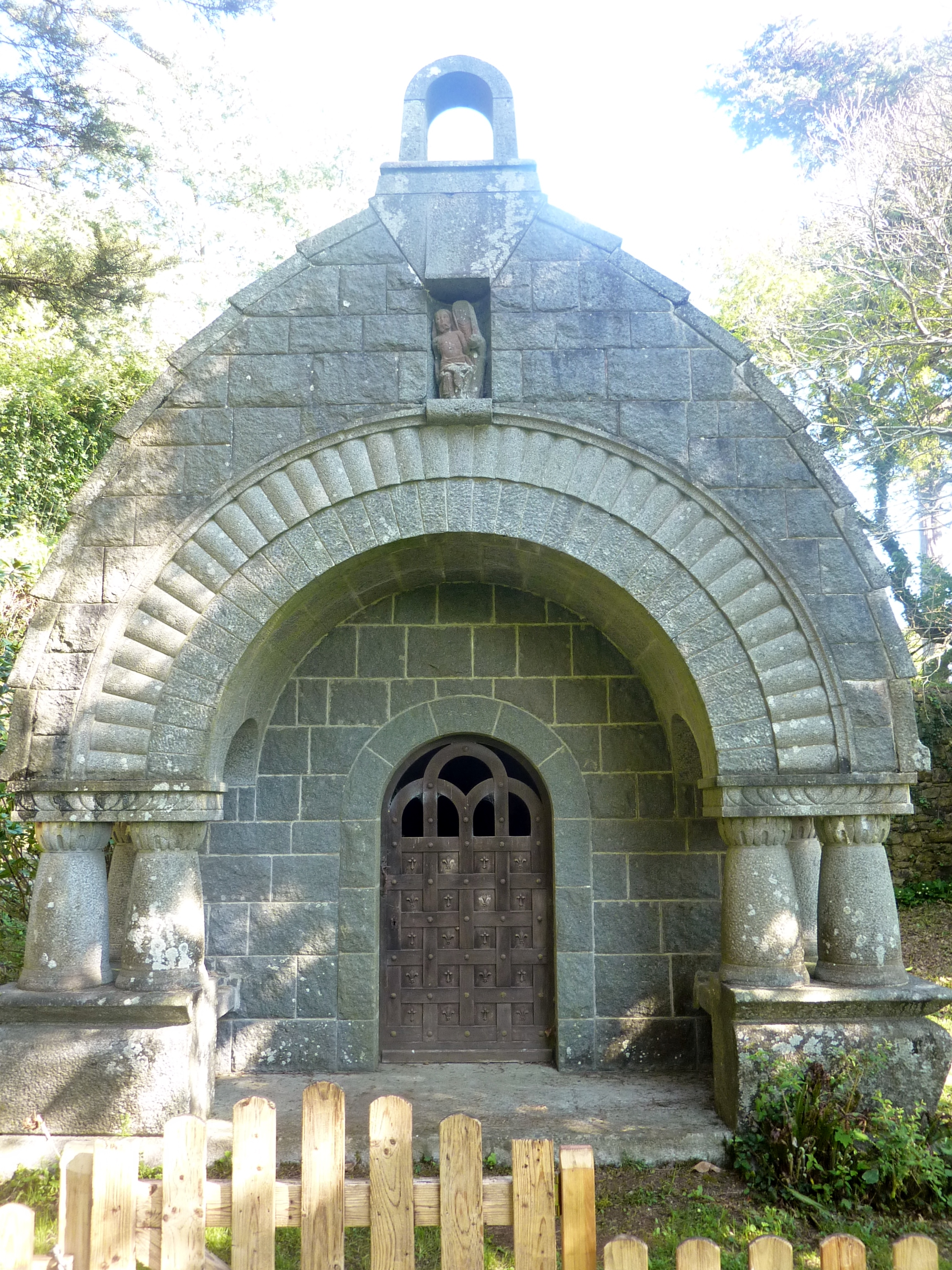
La chapelle des Aviateurs, sépulture de la famille Richepin, île Tristan.